# Hwang Kyung-seon
Hwang Kyung-seon (hangŭl (황경선?); Namyangju, 21 maggio 1986) è una taekwondoka sudcoreana.
Ha vinto la medaglia d'oro ai Giochi olimpici a Pechino 2008 e a Londra 2012 e la medaglia di bronzo ad Atene 2004 nella categoria 67 kg. Ha anche vinto numerose medaglie ai Campionati mondiali e ai Giochi asiatici. È la prima donna sudcoreana nonché la seconda sudcoreana in generale ad aver difeso un titolo olimpico e ad aver vinto una medaglia in tre edizioni consecutive. È inoltre la prima donna ad aver mai vinto tre medaglie olimpiche nel taekwondo.

## Palmarès

### Giochi olimpici
- Bronzo ad Atene 2004 (cat. 67 kg)
- Oro a Pechino 2008 (cat. 67 kg)
- Oro a Londra 2012 (cat. 67 kg)

### Mondiali
- Oro a Madrid 2005 (cat. 67 kg)
- Oro a Pechino 2007 (cat. 67 kg)
- Bronzo a Gyeongju 2011 (cat. 67 kg)

### Giochi asiatici
- Oro a Doha 2006 (cat. 67 kg)